# Pucov (district de Dolný Kubín)
Pour les articles homonymes, voir Pucov.
Pucov est une commune du district de Dolný Kubín, dans la région de Žilina,en Slovaquie.

## Histoire
La première mention écrite du village date de 1550.

## Démographie

### Évolution de la population
| Année:               | 1994. | 2004.   | 2014.    | 2024.   |
| -------------------- | ----- | ------- | -------- | ------- |
| Nombre de personnes: | 684   | 735     | 831      | 895     |
| Différence:          |       | +7,45 % | +13,06 % | +7,70 % |

| Année:               | 2023. | 2024.   |
| -------------------- | ----- | ------- |
| Nombre de personnes: | 891   | 895     |
| Différence:          |       | +0,44 % |